# Tricyphona unigera
Tricyphona (Tricyphona) unigera là một loài ruồi trong họ Pediciidae. Chúng phân bố ở vùng sinh thái Nearctic.